# Chilobrachys flavopilosus
Chilobrachys flavopilosus é uma espécie de aranha pertencente à família Theraphosidae (tarântulas).
É nativa da Índia e Myanmar.